# المجموعة الملكية

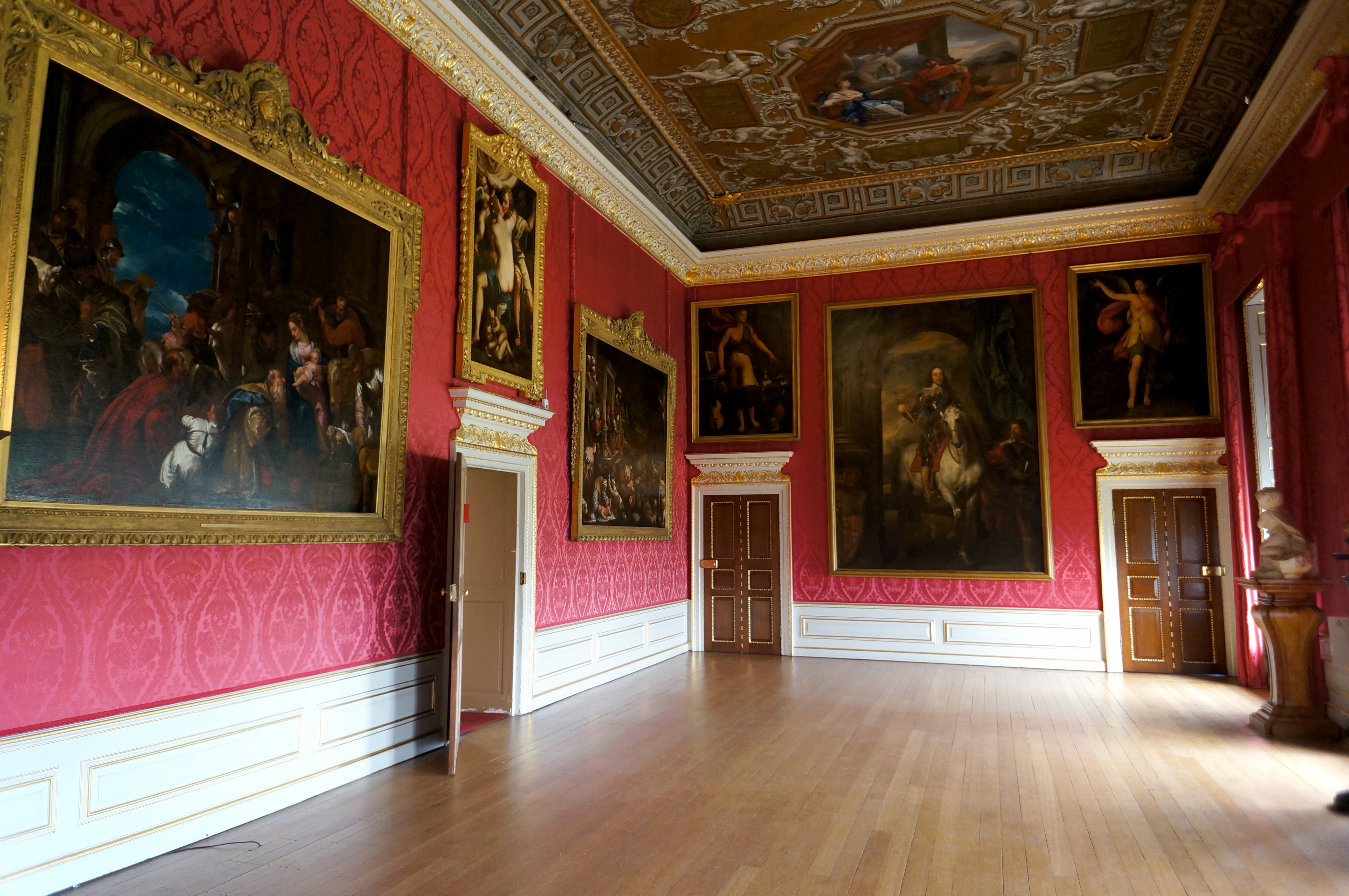
لوحات في معرض الملك ، قصر كينسينغتون.

تعد المجموعة الملكية للعائلة البريطانية الملكية أكبر مجموعة فنية خاصة في العالم.
تنتشر المجموعة بين 13 وحدة سكنية ملكية وتاريخية في المملكة المتحدة، وتمتلك المجموعة الملكة إليزابيث الثانية وتشرف عليها إدارة المجموعة الملكية . تمتلك الملكة بعض المجموعات الموجودة على عهدة التاج والبعض الآخر كفرد خاص. تتكون المجموعة من أكثر من مليون قطعة،  بما في ذلك 7000 لوحة، وأكثر من 150,000 عمل على الورق،  بما في ذلك 30,000 لوحة مائية ورسومات توضيحية،  وحوالي 450,000 صورة فوتوغرافية،  بالإضافة إلى المنسوجات، والأثاث والسيراميك والعربات والأسلحة والدروع والمجوهرات والساعات والآلات الموسيقية وأدوات المائدة والنباتات والمخطوطات والكتب والمنحوتات.
بعض المباني التي تضم المجموعة، مثل قصر هامبتون كورت، مفتوحة للجمهور ولا تسكنها العائلة الملكية، في حين أن البعض الآخر، مثل قصر وندسور وقصر كنسينغتون ، هي مسكونة ومفتوحة للجمهور. تم تصميم معرض كوينز في قصر باكنجهام في لندن خصيصًا لعرض القطع من المجموعة على أساس دوار. يوجد معرض فني مشابه بجوار قصر هوليرود هاوس في إدنبرة ، ومعرض رسومات في قلعة وندسور . يتم عرض مجوهرات التاج في مبنى بيت المجوهرات في برج لندن .
هناك ما يقرب من 3000 قطعة على سبيل الإعارة للمتاحف في جميع أنحاء العالم، والعديد من الأشياء الأخرى يتم إقراضها على أساس مؤقت للمعارض.

## مجموعة

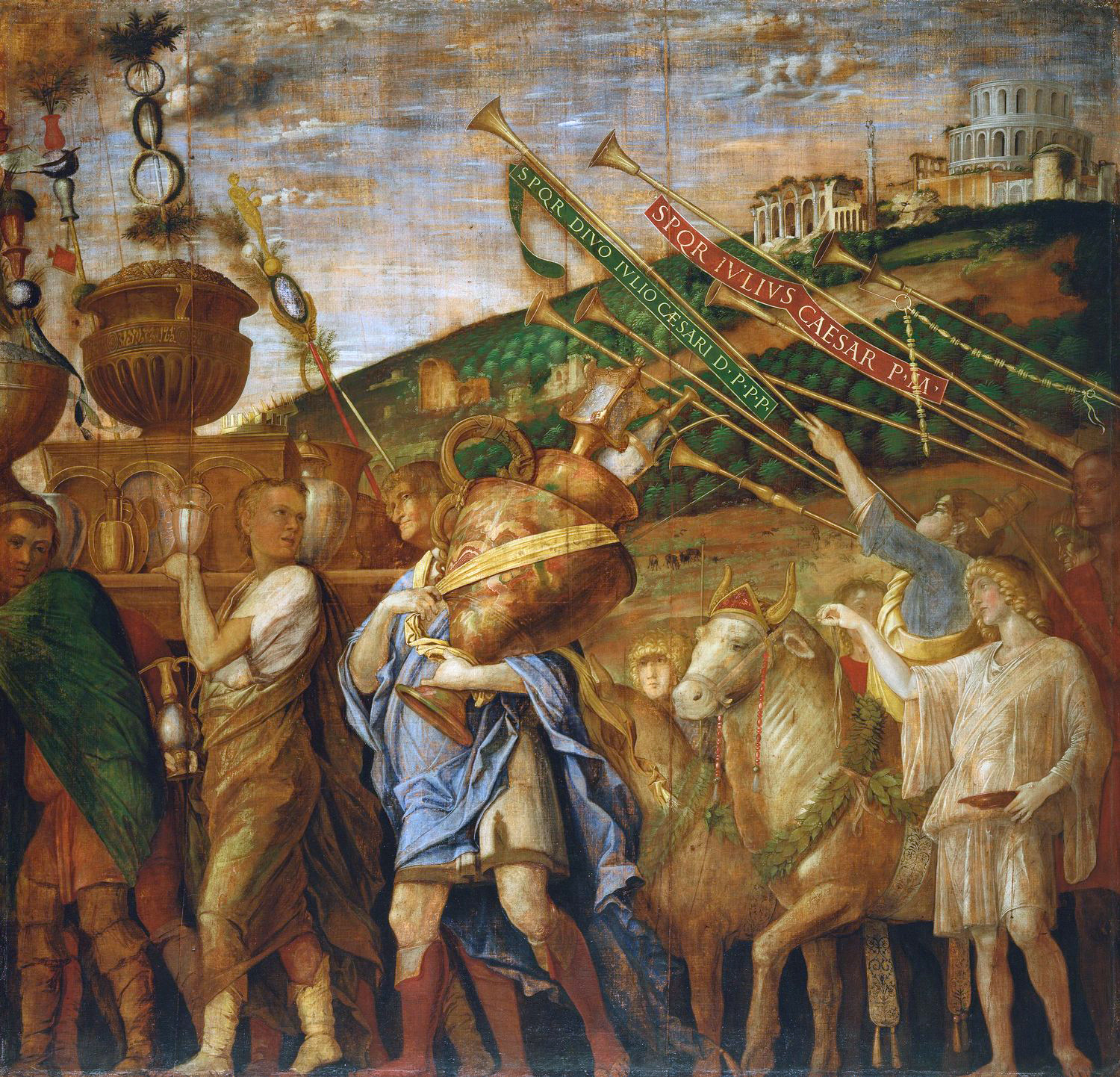
أندريا مانتيجنا ، انتصار قيصر : حاملو الزهرات ، ، حصل عليها تشارلز أنا

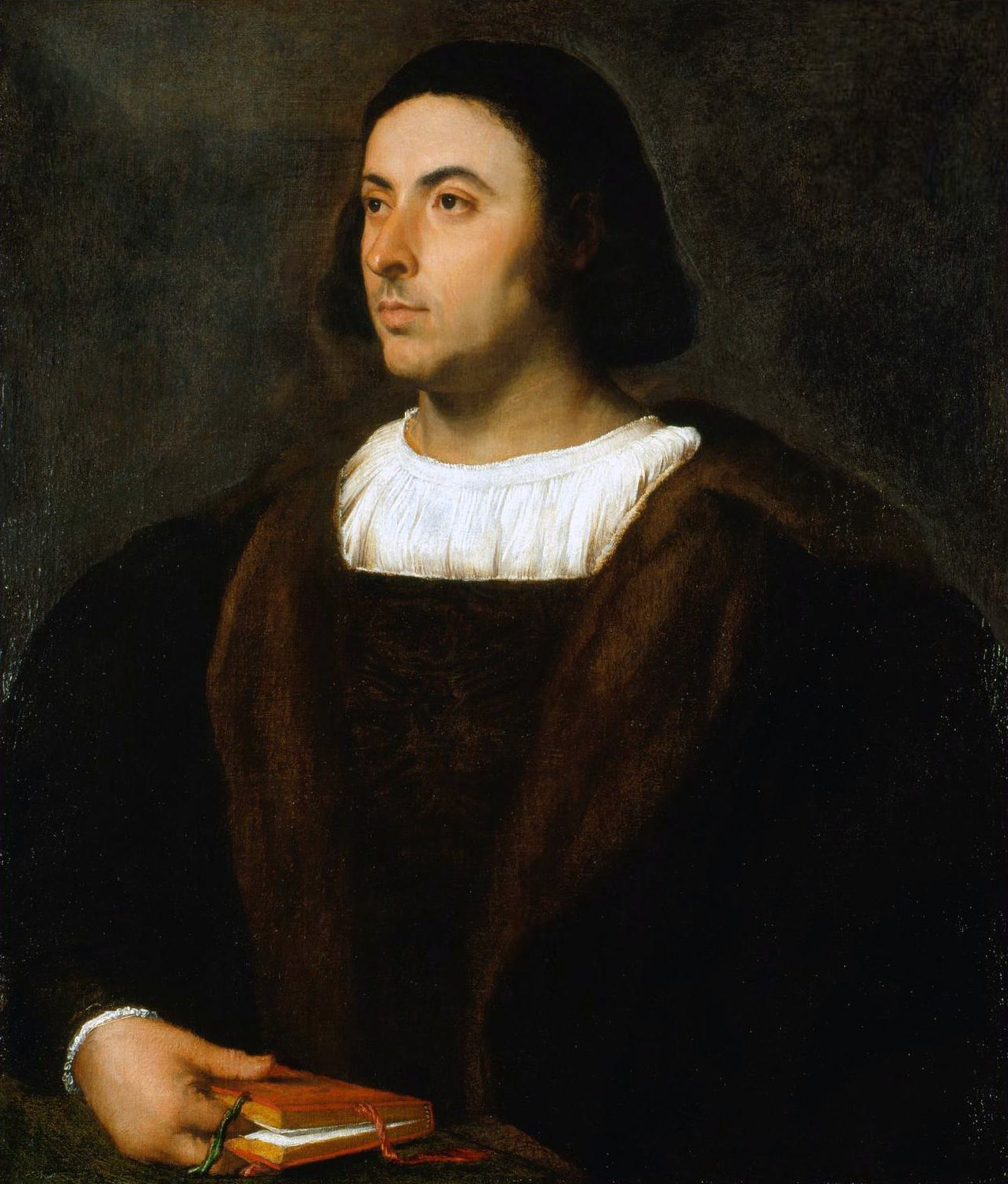
تيتيان : صورة لجاكوبو سانازارو ، 1514-1518 ، جزء من الهدية الهولندية المقدمة إلى تشارلز الثاني في 1660

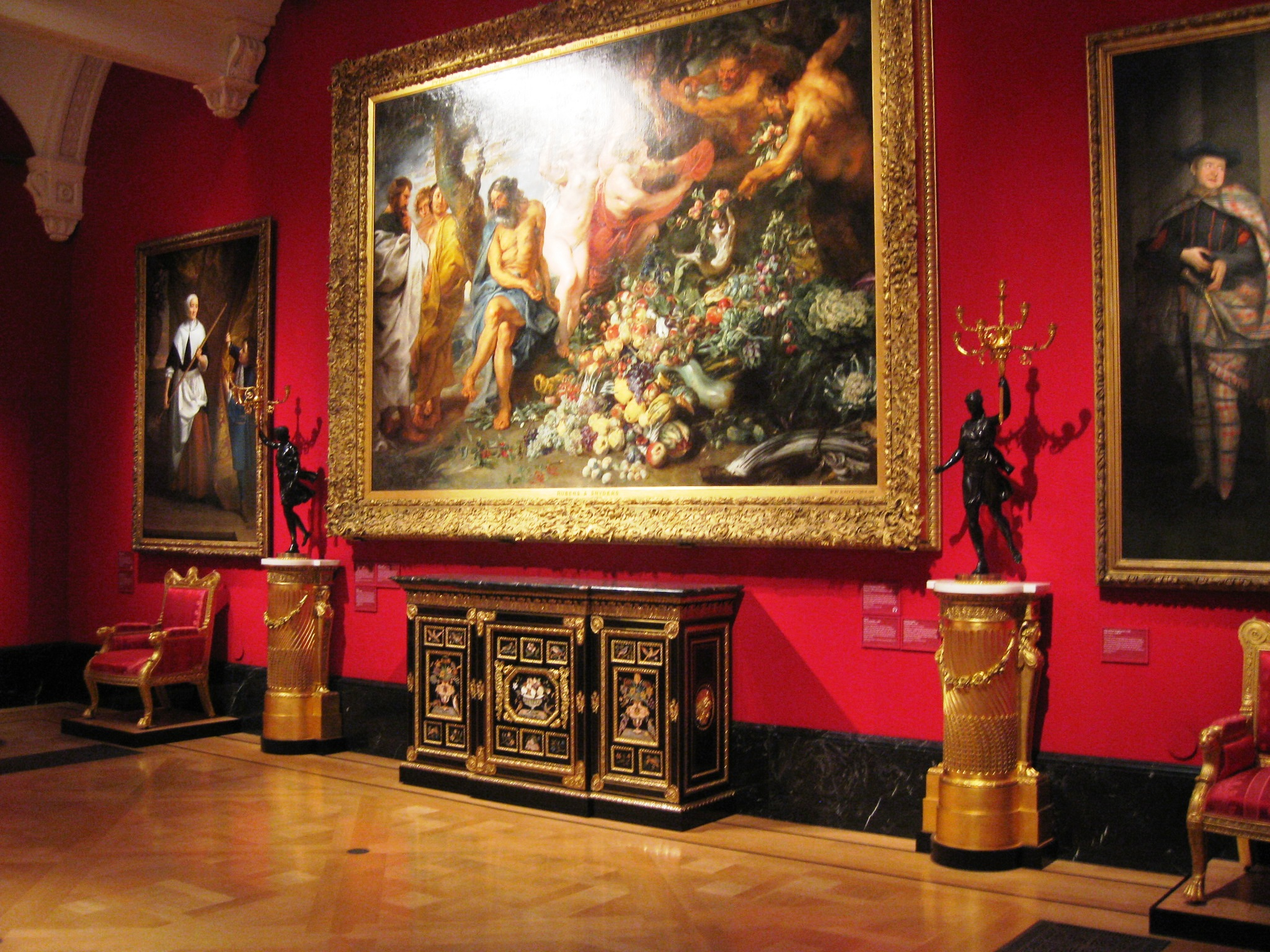
روبنز : فيثاغورس المحامي النباتي ، ج. 1618-1630 في معرض الملكة، قصر باكنجهام

## معرض الصور

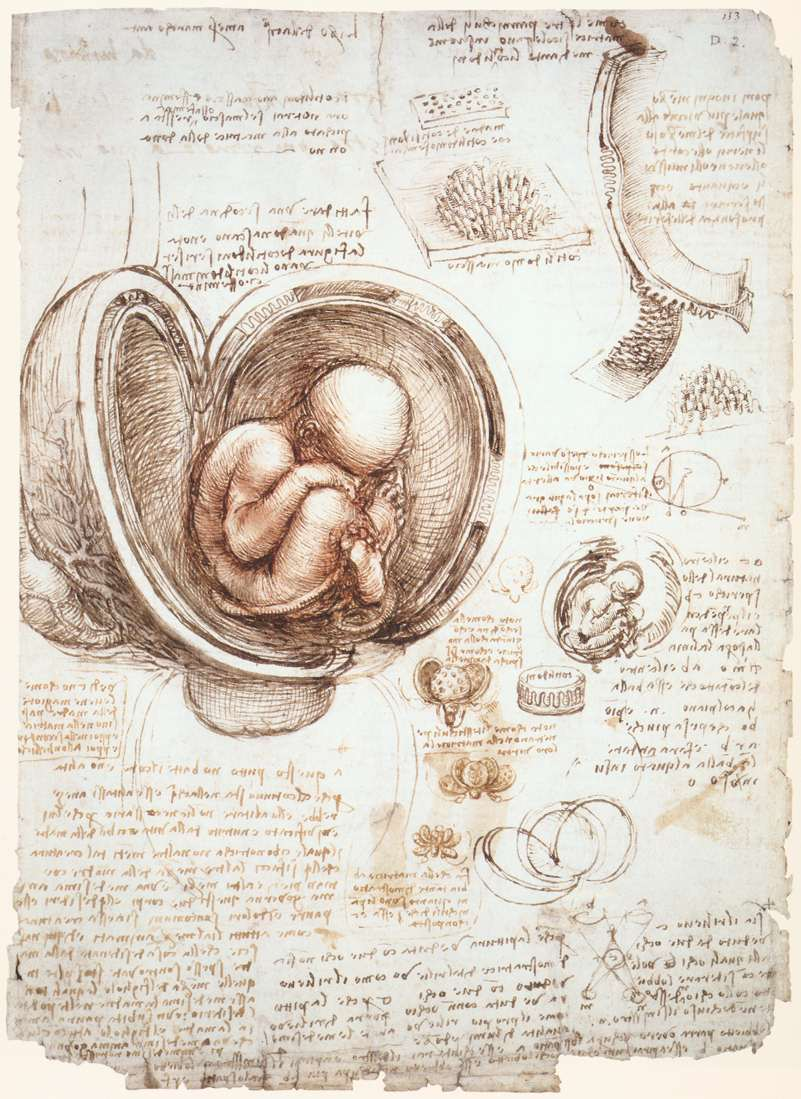
ليوناردو دافنشي - دراسات عن الجنين في الرحم ، 1511
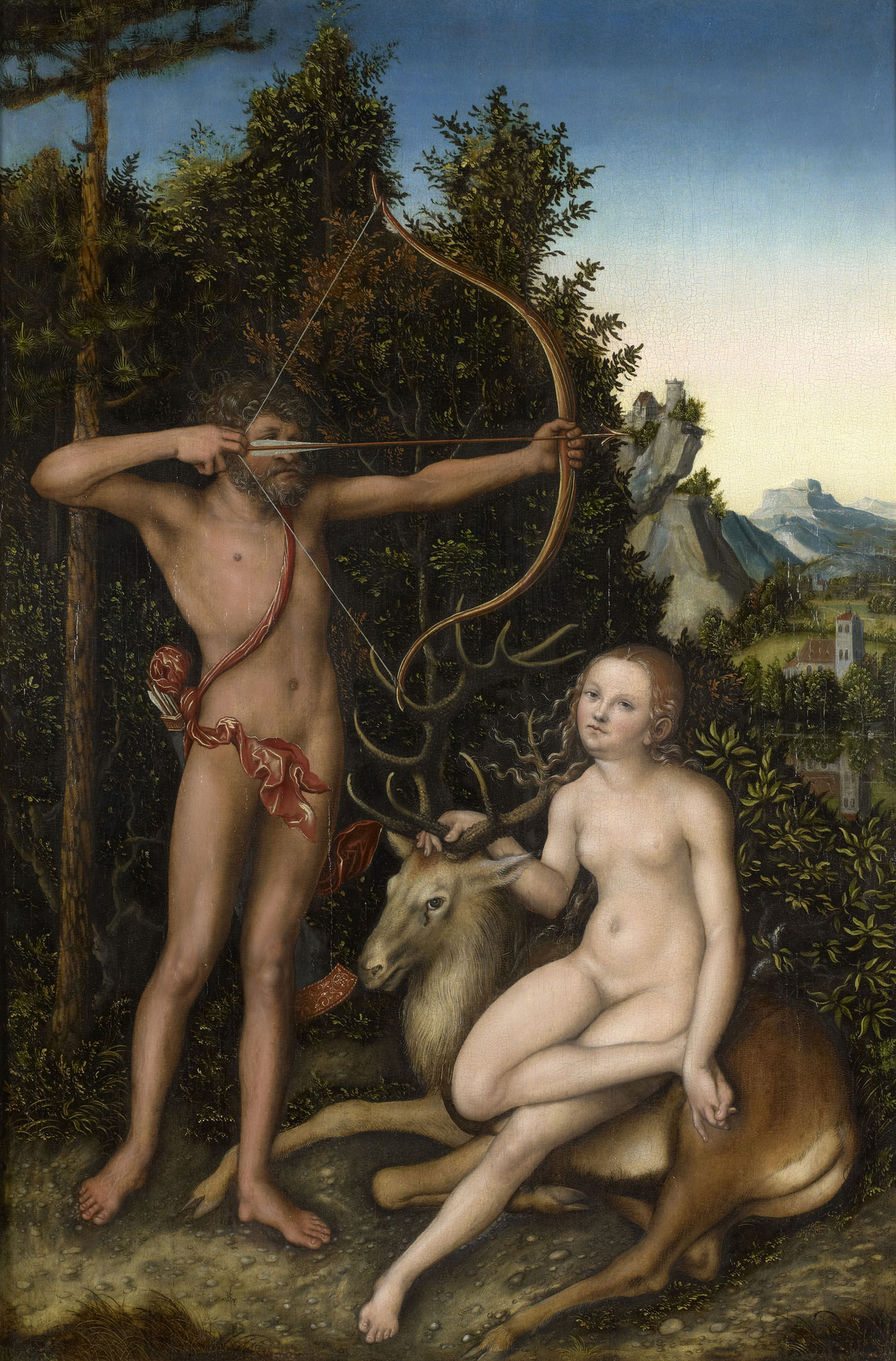
Cranach ، لوكاس (الأكبر) - أبولو وديانا ، ج. 1526
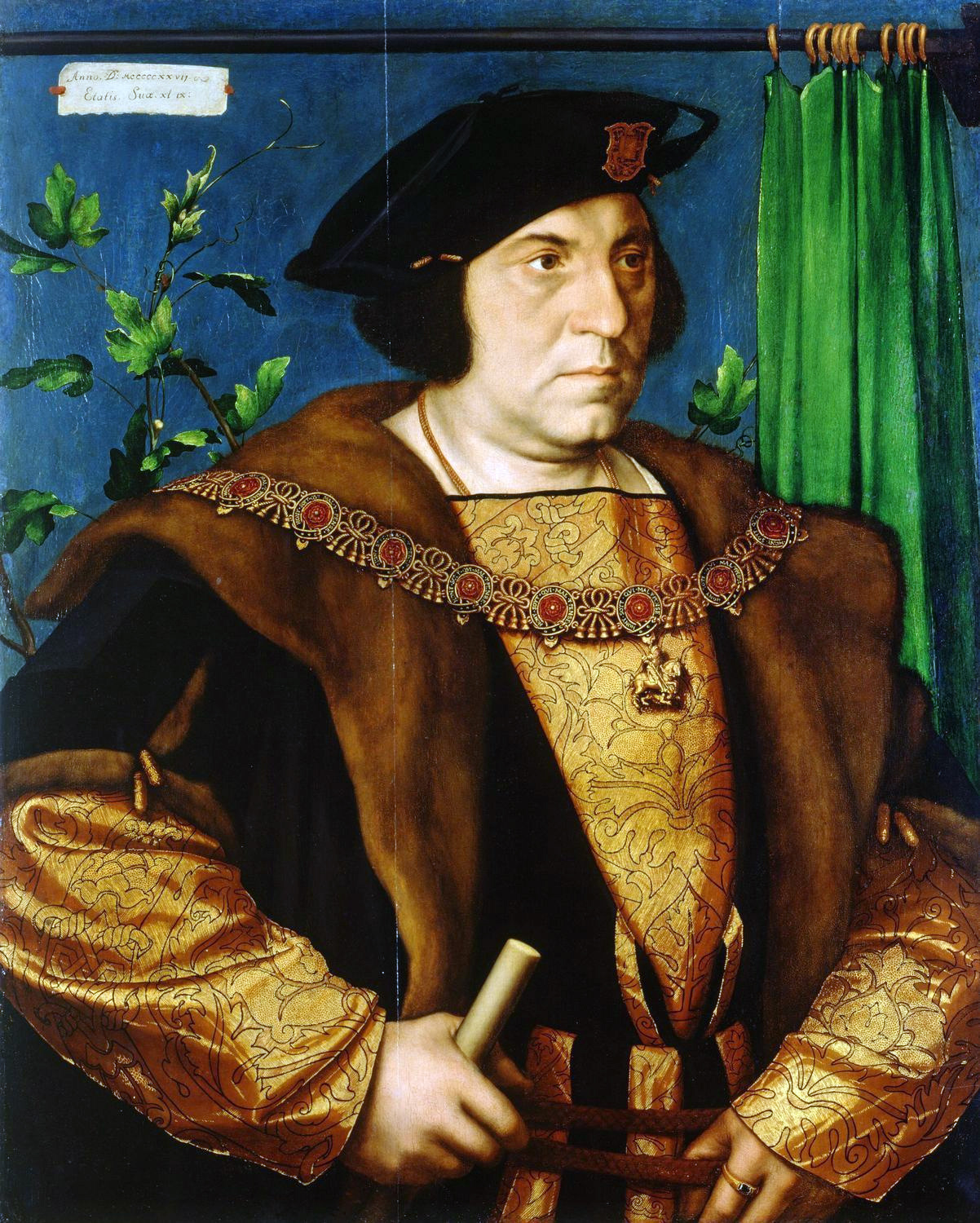
هولبين ، هانز (الأصغر) - صورة للسير هنري غيلدفورد  [لغات أخرى]‏ ، 1527
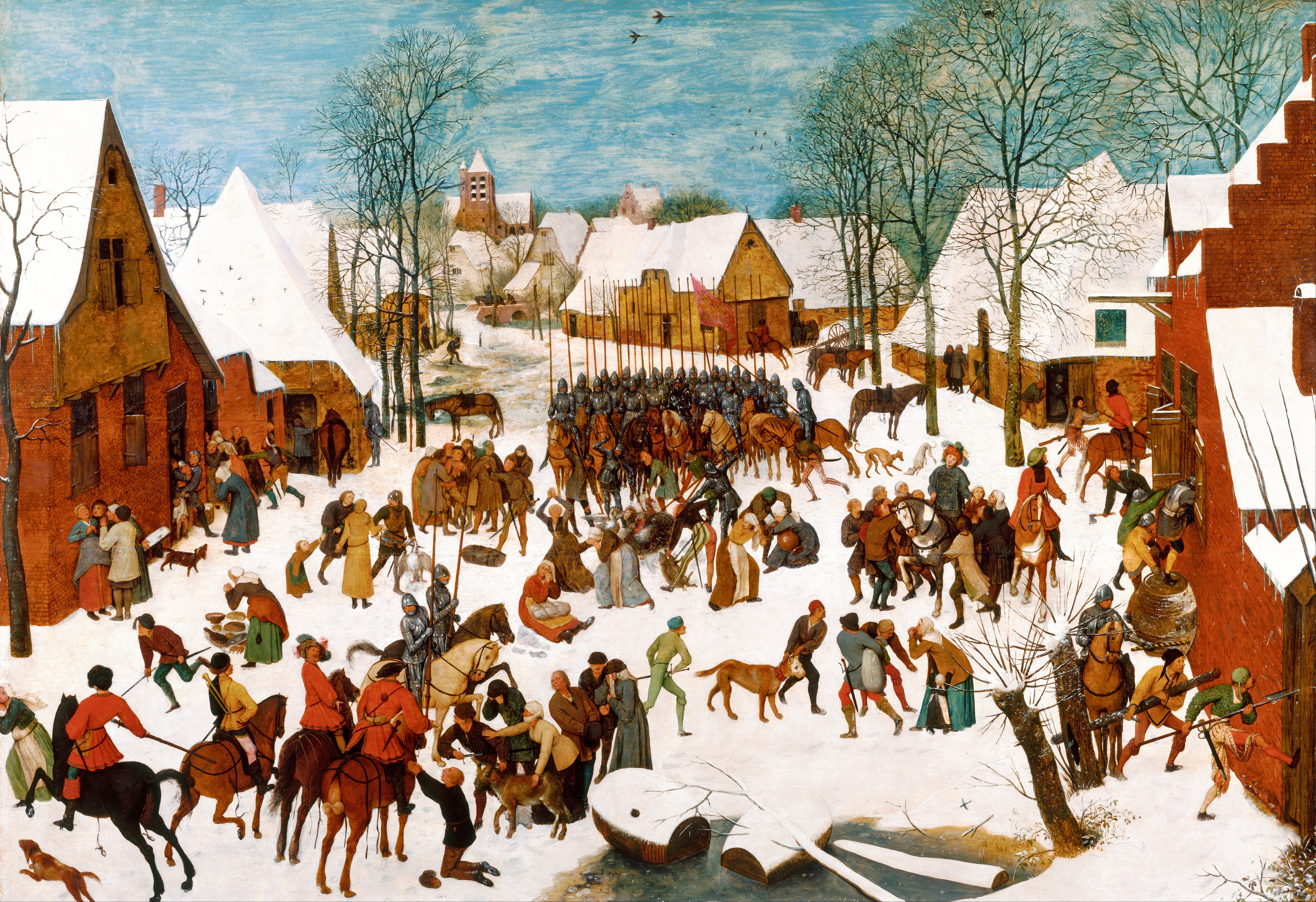
بروغيل ، بيتر (الأكبر) - مذبحة الأبرياء ، 1565-1567
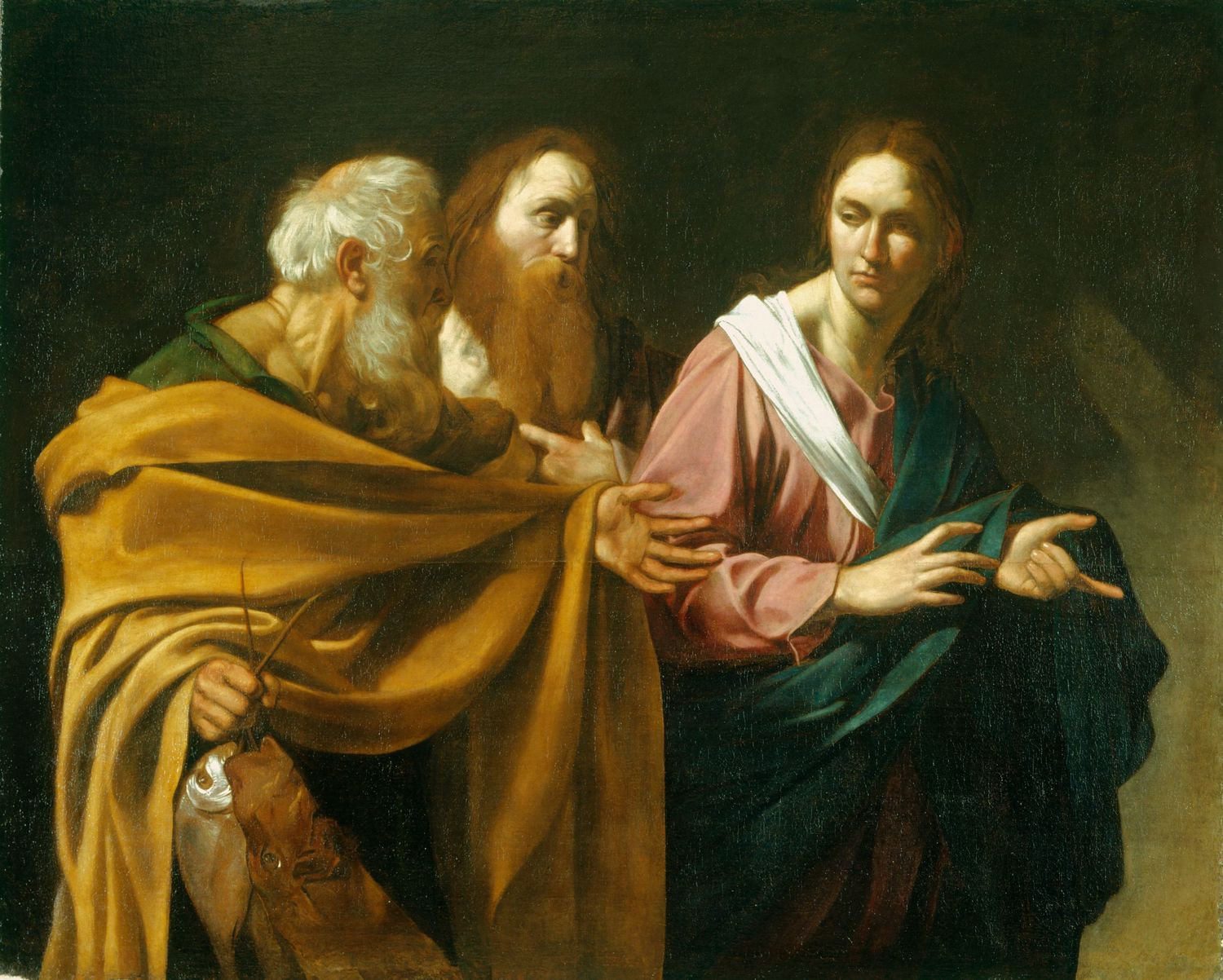
كارافاجيو - دعوة القديسين بيتر وأندرو  [لغات أخرى]‏ ، ج. 1602-1604
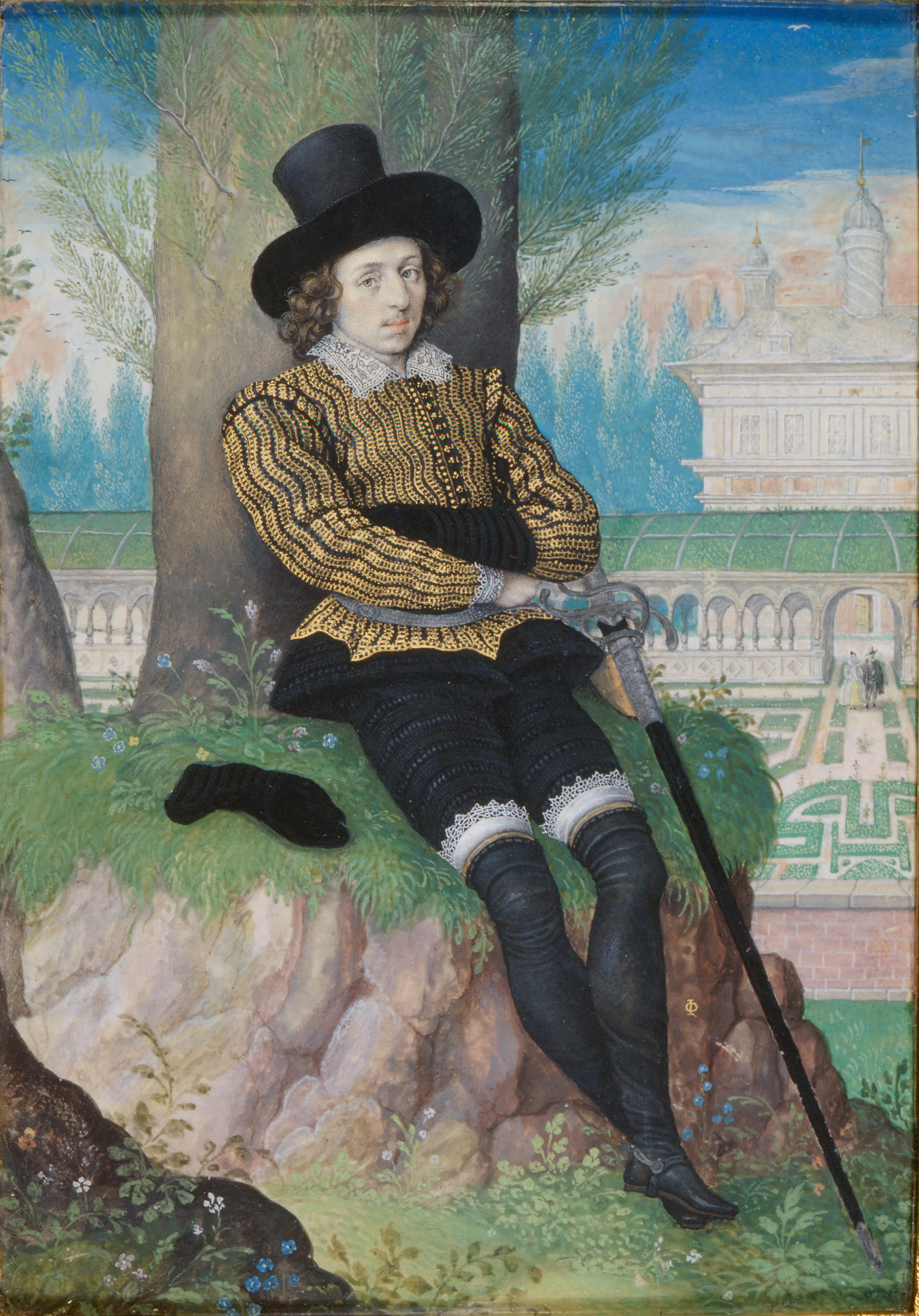
إسحاق أوليفر ، صورة مصغرة شاب يجلس تحت شجرة
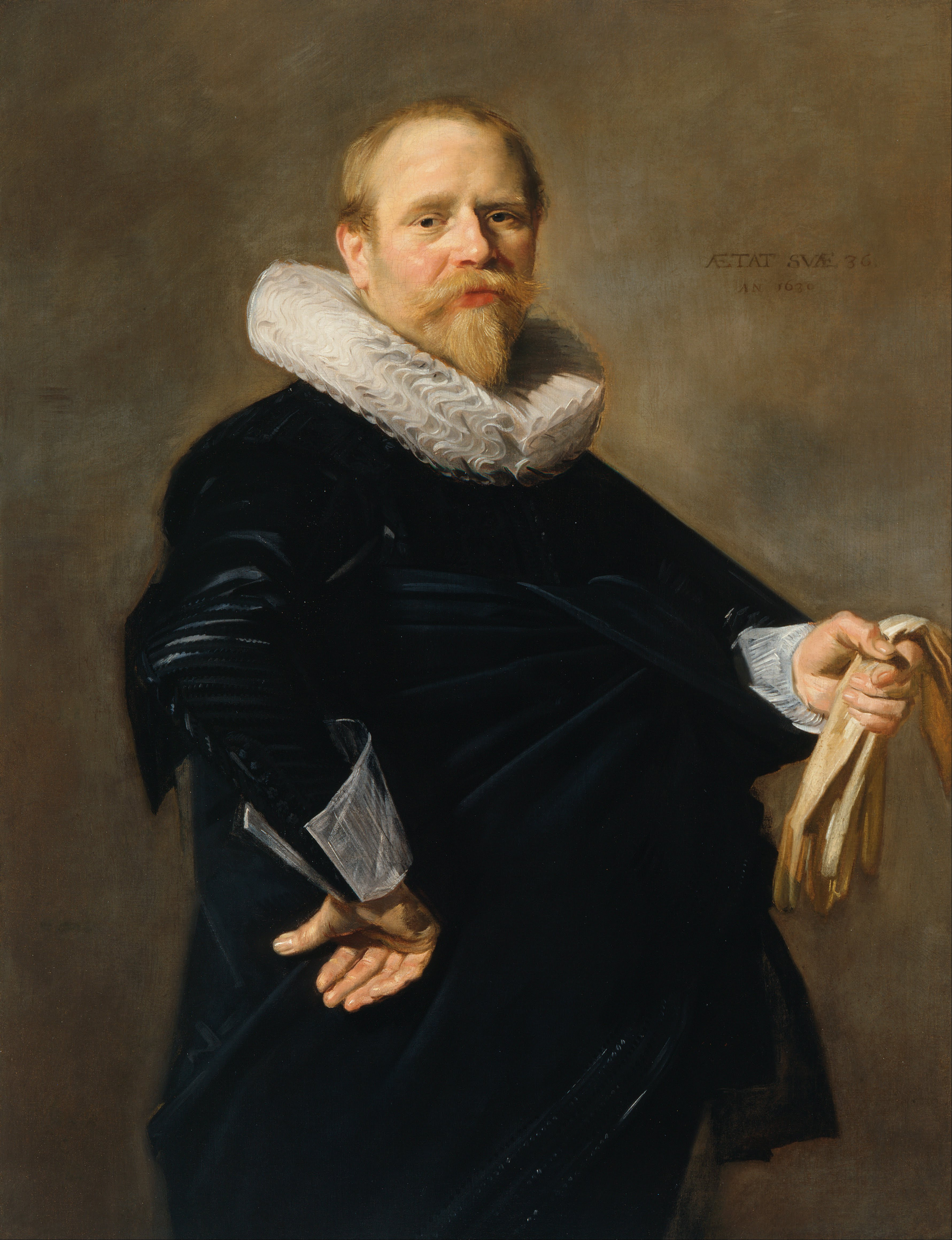
فرانس هالس - صورة لرجل ، 1630
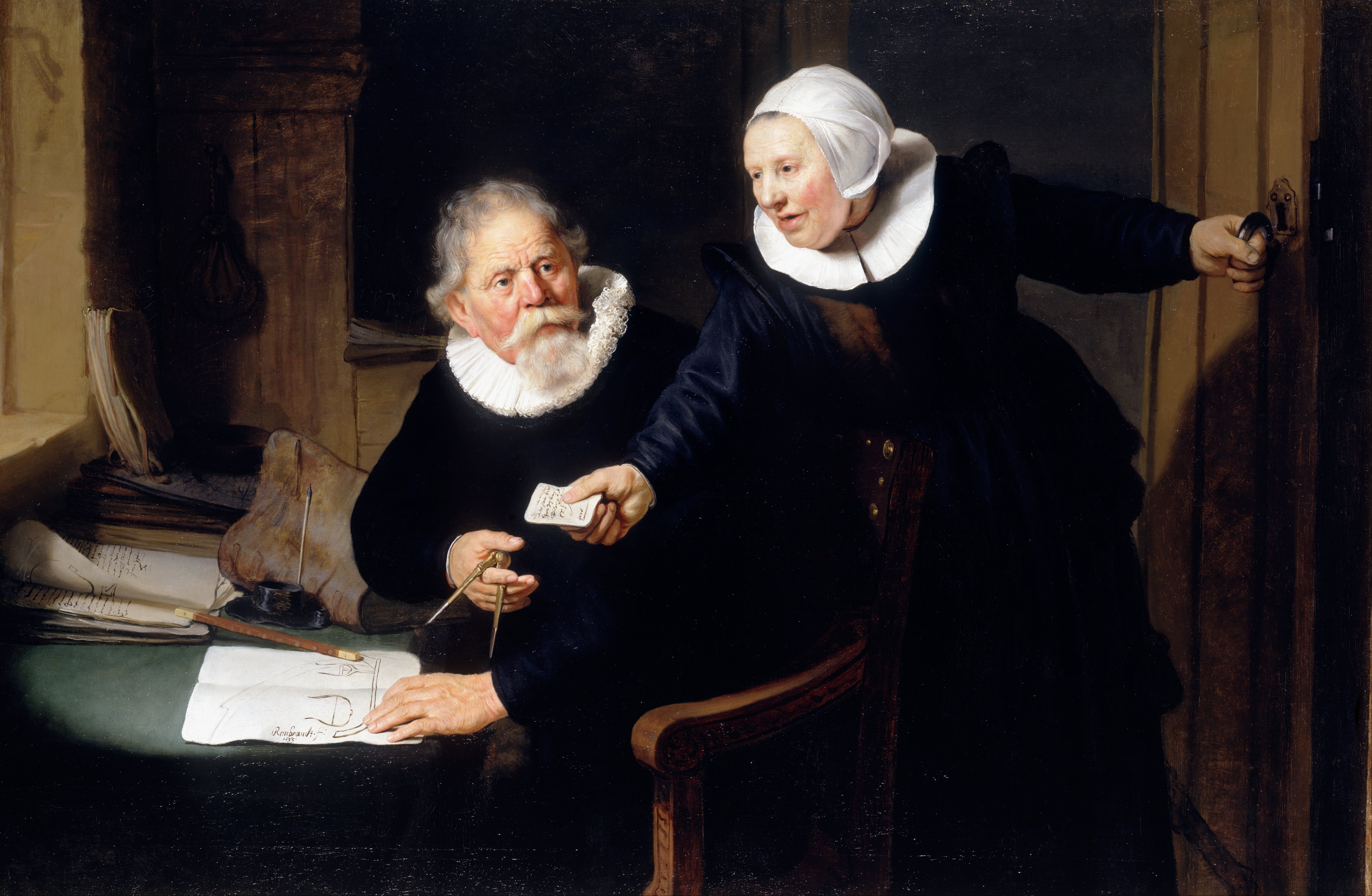
رامبرانت ، بناء السفن وزوجته  [لغات أخرى]‏ : جان ريكسن (1560 / 2-1637) وزوجته ، جريت يانس ، 1633

## قراءة أوسع
- Bird، Rufus؛ Clayton، Martin، المحررون (2018). Charles II: Art & Power. Royal Collection Trust. ISBN:978-1-909741-44-7.
- Cornforth، John (1996). Queen Elizabeth the Queen Mother at Clarence House. Michael Joseph. ISBN:978-0-7181-4191-2.
- MacGregor، المحرر (1989). The Late King's Goods. Alistair McAlpine. ISBN:978-0-19-920171-6. مؤرشف من الأصل في 2022-08-31.
- Millar، Oliver (1977). The Queen's Pictures. Weidenfeld & Nicolson. ISBN:978-0-297-77267-5. مؤرشف من الأصل في 2020-10-30.
- Parissien، Steven (2001). George IV: The Grand Entertainment. John Murray. ISBN:978-0-7195-5652-4.
- Plumb، J. H.؛ Wheldon، Huw (1977). Royal Heritage: The Story of Britain's Royal Builders and Collectors. BBC Books. ISBN:978-0-563-17082-2. مؤرشف من الأصل في 2022-02-09.
- Roberts، المحرر (2004). George III and Queen Charlotte: Patronage, Collecting and Court Taste. Royal Collection Trust. ISBN:978-1-9021-6373-4. مؤرشف من الأصل في 2022-02-09.
- Roberts، Jane (2008). Treasures: The Royal Collection. Royal Collection Trust. ISBN:978-1-905-68606-3.
- Rumberg، Per؛ Shawe-Taylor، Desmond، المحررون (2017). Charles I: King and Collector. Royal Academy of Arts. ISBN:978-1-910350-67-6.
- Shawe-Taylor، المحرر (2014). The First Georgians: Art & Monarchy, 1714–1760. Royal Collection Trust. ISBN:978-1-905686-79-7.